# USS Nicholas (DD-449)
USS Nicholas (DD/DDE-449) — эскадренный миноносец типа «Флетчер», состоявший на вооружении ВМС США. Участник Второй Мировой войны, войн в Корее и Вьетнаме. За время службы получил 30 Боевых звёзд и стал одним из самых заслуженных кораблей ВМС США. Второй корабль ВМС США, названный в честь основателя Корпуса Морской пехоты майора Сэмуэля Николаса.
Заложен 3 марта 1941 года на верфи Bath Iron Works в городе Бат, штата Мэн. Спущен на воду 19 февраля 1942 года, вступил в строй 4 июня 1942 года. Первый командир — лейтенант-коммандер Уильям Браун.

## История

### 1942 год
23 августа 1942 года в составе 21-й эскадры эсминцев Nicholas покинул Нью-Йорк, сопровождая линкор Washington через Панамский канал на Тихоокеанский театр военных действий. Отряд прибыл к Эспириту Санто 27 сентября. Тремя днями позже корабль приступил к выполнению обязанностей по прикрытию конвоев к Гуадалканалу. Конвойная служба чередовалась с выходами на охоту за подводными лодками противника, обстрелами береговых целей и огневой поддержкой войск, наступавших к реке Тенамба.

### 1943 год
В январе 1943 года Nicholas базировался на Тулаги в составе соединения TF 67 (получившего прозвище «Ударный отряд Кактус»). На их долю выпало сдерживание последних контратак японцев на Гуадалканал 4 и 5 января. В конце января соединение нанесло удар и уничтожило базу снабжения японцев на Коломбангара.
1 февраля японцы начали операцию Кэ по выводу своих сил с Гуадалканала. Nicholas прикрывал 2-й батальон 132-го пехотного полка, который высадился в Верахуэ и наступал к мысу Кейп Эсперанс. Возвращаясь на Тулаги, вместе с эсминцем De Haven и тремя LCT, подвергся налёту 14 пикирующих бомбардировщиков Aichi D3A. De Haven получил три прямых попадания, а четвёртая бомба разорвалась рядом, пробив корпус. Прикрывая отход повреждённого корабля в пролив Айрон-Боттом, Nicholas сбил восемь самолётов, избежав прямых попаданий, но близкими разрывами бомб было убито два члена команды и повреждён рулевой механизм.
После ремонта корабль вернулся к исполнению служебных обязанностей. В течение марта он прикрывал конвои и дважды выходил на обстрел Коломбангара. В апреле патрулировал в составе оперативного соединения TF 18, а затем ушёл в Сидней. 11 мая вернулся в район боевых действий и снова вошёл в состав TF 18. В ходе обстрела вражеских позиций 13 мая 1943 года орудие № 3 заклинило и взорвалось, но потерь удалось избежать. Корабль ушёл на ремонт в Нумеа. После завершения работ вернулся к противолодочному патрулированию в районе Соломоновы острова — Новые Гебриды.
5 июля эсминец участвовал в новом обстреле Коломбангара, а рано утром 6 июля вступил в радиолокационный контакт с противником в заливе Кула. В последовавшем бою был потерян крейсер Helena. Nicholas прикрывал спасение выживших моряков орудийным и торпедным огнём. За действия в этом бою Nicholas и его систершип Radford были удостоены Президентского упоминания.
12 и 13 июля корабль участвовал в сражении у Коломбангара. 15 июля прикрывал операцию по спасению выживших моряков крейсера Helena с острова Велья-Лавелья, а 16 — вернулся в Тулаги.
17 августа совместно с эсминцами O’Bannon, Taylor и Chevalier, вышел на перехват, базировавшихся на «Рабауле, японских эсминцев, которые, в свою очередь, сопровождали десант к Ораниу. Японские корабли были обнаружены на радарах в 00:29 18 августа на расстоянии 11 миль. Западнее также были обнаружены японские десантные баржи. В 00:56 противники находились на расстоянии 5 миль друг от друга. Японские корабли попытались осуществить манёвр палочка над Т», но не смогли реализовать своё преимущество и в 01:03 контакт был потерян. Американские корабли устремились в погоню, добились попаданий по эсминцу Isokaze, но были вынуждены отвернуть назад из-за технических проблем у Chevalier, ограничивших его скорость 30 узлами. Не догнав эсминцы, американские корабли атаковали десант, потопив одну баржу, два охотника за подводными лодками и два торпедных катера.
19 и 20 августа Nicholas выходил в море, охотясь на десантные плавсредства противника. 24 и 25 августа прикрывал постановку мин. Затем ушёл сначала на Новую Гвинею, а затем в Австралию. Вернулся к Соломоновым островам в октябре и занимался охраной конвоев.
11 ноября вышел из Нанди и вместе с соединением кораблей TG 50.1 осуществил рейд на атоллы Кваджалейн и Вотье, а затем отправился к берегам США для капитального ремонта. Прибыл в гавань Сан-Франциско 15 декабря.

### 1944 год
12 февраля корабль вернулся в центральную часть Тихого океана для дальнейшей службы. 5 апреля перешёл в бухту Милне Бэй и временно присоединился к 7-му флоту. 22 апреля осуществлял прикрытие десанта на Аитапе. До 8 мая прикрывал конвои снабжения, направлявшиеся в залив Гумбольдта. В конце мая вернулся на Соломоновы острова в состав 3-го флота, обстреливал береговые цели на Новой Ирландии. Далее — до середины осени выполнял боевые задачи в составе различных оперативных соединений. В конце сентября участвовал в высадке десанта на Моротай.
С 18 по 24 октября прикрывал конвой с подкреплениями на Лейте в составе TG 78.7, затем патрулировал воды у острова Динагат. 8 ноября пришёл к Улити. 12 ноября отряд из трёх кораблей — Nicholas, Taylor и St.Louis — наткнулся на подводную лодку противника. Nicholas вышел из ордера и провёл две атаки, потопив I-88.
В конце ноября осуществлял патрулирование в южной части залива Лейте. С 27 ноября по 6 декабря перенёс четыре атаки камикадзе. После участвовал в зачистке моря Камотес от японцев, обстреливал укрепления противника в Ормок Бэй и прикрывал высадку десанта. 10 декабря ушёл к острову Манус. 28 декабря вернулся на Лейте для несения эскортной службы.

### 1945 год
В первые дни 1945 года эсминец вошёл в состав соединения TG 77.3, которое осуществляло ближнее прикрытие в ходе атаки в заливе Лингайен. На всём маршруте перехода группу постоянно пытались атаковать сверхмалые подводные лодки японцев, а также авиация. После двух дней артиллерийских обстрелов 9 января десант высадился в заливе Лингайен. До 18 января Nicholas патрулировал к западу от Лусона и прикрывал соединение эскортных авианосцев. 24 января эсминец перехватил моторную лодку, на которой пыталась бежать с острова группа японских солдат. 29 января прикрывал высадку десанта в провинции Самбалес.
В начале февраля прикрывал конвои между Лейте и Миндоро, позже ушёл к Манильской бухте и обстреливал остров Коррегидор. В марте оказывал поддержку береговым войскам на полуострове Замбоанга.
В апреле вернулся к Лусону для оказания поддержки частям 6-й армии. В начале мая участвовал в боях у острова Таракан. После — действовал у Лусона и Лейте. 15 июня перешёл на Окинаву. После нанесения ударов по архипелагу Сакисима вернулся на Улити и присоединился к TG 30.8, которая прикрывала транспорты, заправлявшие авианосцы в море. 13 августа прикрывал отряд авианосцев, наносивших удар по району Токио.
Nicholas входил в состав эскорта линейного корабля Missouri в Токийском заливе в момент подписания Японией капитуляции.
5 октября корабль направился к берегам США, 19 октября прибыл в Сиэтл, откуда перешёл на базу в Сан-Педро для подготовки к консервации.

### 1946—1959 годы
12 июня 1946 года Nicholas был выведен в резерв, где находился до начала боевых действий в Корее. В марте 1949 года эсминец был переклассифицирован в эскортный (DDE-449). Модернизация завершилась в ноябре 1950 года, а в феврале 1951 корабль совершил переход в Пёрл-Харбор, откуда совместно с другими кораблями отправился на базу Йокосука.
До 14 ноября он выполнял задачи по сопровождению авианосцев соединения TF 77, проводил противолодочные манёвры между Йокосукой и Окинавой, а также патрулировал Тайваньский пролив.
3 марта 1952 года вновь вышел на боевую службу — до июля выполнял задачи у восточного побережья Кореи. Третья боевая служба в Корее прошла с ноября 1952 по май 1953 года.
После подписания перемирия выполнял задачи в западной части Тихого океана в составе 1-го флота. В 1954 году участвовал в обеспечении проведения операции Castle — ядерных испытаний на атолле Бикини.

### 1960—1970 годы
С декабря 1959 по июль 1960 года корабль проходил модернизацию по программе FRAM. В 1962 году снова был классифицирован как DD-449. В марте 1965 года был направлен в Южно-Китайское море. Стал одним из первых участников операции Market Time, по патрулированию побережья Южного Вьетнама. С середины апреля до середины сентября находился в Пёрл-Харбор, а затем вновь вернулся к берегам Вьетнама. До 3 декабря осуществлял огневую поддержку береговых сил. После совершил переход на Тайвань.
В начале 1966 года вернулся во Вьетнам и нёс службу на «Yankee Station» — точке, откуда авианосцы наносили удары по целям во Вьетнаме. В феврале ушёл в Австралию, а оттуда на Гавайи.
С ноября 1966 по май 1967 года обеспечивал огневую поддержку в ходе операции Deckhouse Five в дельте Меконга.

В 1968 году в восточных водах Тихого океана входил в состав сил обеспечения программы «Аполлон» — миссии Аполлон-7 и Аполлон-8.
30 января 1970 года на торжественной церемонии на базе в Пёрл-Харбор был исключён из состава ВМС. Позднее корабль был отбуксирован в Портленд и разобран на металл.

## Награды
Помимо Президентского упоминания, Nicholas был отмечен 16 Боевыми звёздами за действия в ходе Второй Мировой войны. Пять звёзд корабль получил за участие в Корейской войне и девять — за войну во Вьетнаме. С 30 звёздами он стал самым заслуженным боевым кораблём ВМС США в XX веке.

## Список командиров
- лейтенант-коммандер (позднее — вице-адмирал) Уильям Браун (4 июня 1942 — 23 января 1943)
- лейтенант-коммандер (позднее — контр-адмирал) Эндрю Джуэлл Хилл мл. (23 января 1943 — 10 декабря 1943)
- коммандер (позднее — вице-адмирал) Роберт Тейлор Скотт Кит (10 декабря 1943 — 6 февраля 1945)
- коммандер (позднее — контр-адмирал) Деннис Чарльз Линдон (6 февраля 1945 — 22 декабря 1945)
- лейтенант-коммандер Артур Грей Хэмилтон мл. (22 декабря 1945 — 22 апреля 1946)
- лейтенант-коммандер Джон Нэнс Гарднер (22 апреля 1946 — 12 июня 1946)
- коммандер (позднее — контр-адмирал) Гарри Чарльз Мейсон (19 февраля 1951 — 24 марта 1953)
- коммандер Джозеф Кандифф Элиот (24 марта 1953 — 14 июня 1955)
- коммандер Джон Брэйшоу Кей (14 июня 1955 — 29 июня 1957)
- коммандер Роберт Эрл Хоторн (29 июня 1957 — 14 января 1959)
- коммандер Эдмонд Луис Келли (14 января 1959 — 28 мая 1960)
- лейтенант-коммандер Дэвид Гай Фоксвелл (28 мая 1960 — 25 июня 1960)
- коммандер Ральф Альберт Хилсон (25 июня 1960 — 5 апреля 1962)
- коммандер Дэвид Эрвин Камминс III (5 апреля 1962 — 18 января 1964)
- коммандер Роберт Карл Ньюкомб (18 января 1964 — 25 сентября 1965)
- коммандер Уильям Бенсон Хофстеттер (25 сентября 1965 — 3 августа 1967)
- коммандер Джон Мортон Хенсон (3 августа 1967 — 23 июля 1969)
- коммандер Джон Бартон Хёрд (23 июля 1969 — 30 января 1970)